# George MacDonald Fraser
George MacDonald Fraser OBE (2. april 1925 – 2. januar 2008) var en britisk forfatter, som nok var bedst kendt for serien om Harry Flashman, en fiktiv kujon, bølle og lykkeridder, der i sine erindringer ser tilbage på sit liv som ufortjent helt i den britiske hær i 1800-tallet. Bøgerne er på dansk udgivet som Levemand-serien.
Han har også skrevet en række filmmanuskripter, bl.a. til James Bond-filmen Octopussy (1983), sværd & trolddom-filmen Red Sonja (1985) med Arnold Schwarzenegger, Gitte Nielsen og Sven-Ole Thorsen, samt Richard Lesters serie af kårde & kappe-film: The Three Musketeers (1973), The Four Musketeers (1974), Royal Flash (1975), Crossed Swords (1977) og The Return of the Musketeers (1989).